# Sternoptyx obscura
A Sternoptyx obscura a sugarasúszójú halak (Actinopterygii) osztályának nagyszájúhal-alakúak (Stomiiformes) rendjébe, ezen belül a mélytengeri bárdhalfélék (Sternoptychidae) családjába tartozó faj.

## Előfordulása
A Sternoptyx obscura a Csendes- és az Indiai-óceánokban fordul elő. A Rjúkjú-szigetek, Új-Zéland, Peru és a Dél-kínai-tenger vizeiben is megtalálható.

## Megjelenése
Ez a hal legfeljebb 4,5 centiméter hosszú.

## Életmódja
Mélytengeri halfaj, amely 500-2700 méteres mélységekben él.

## Felhasználása
A Sternoptyx obscurának halászatilag nincs gazdasági értéke.